# 原昌胤
原昌胤（1531年—1575年6月29日），別名昌勝，官位隼人佑。是日本戰國時代武將，甲斐武田氏家臣，武田二十四將之一。

## 生平
原昌俊之子。
據甲陽軍鑑記載，於天文19年(1550年)繼任家督。擔任陣馬奉行職務，統領120騎。
記載其名的文件第一份文件是在1556年11月，信濃侵攻中在甲斐衆小池氏之下伊那出陣之際在証文中見其名。
於長篠之戰率領部隊突擊，於戰亂中陣亡。是武田信玄其中一名值得信賴的部下。